# С. Платонов
С. Платонов (1949—1986) — вымышленная личность, коллективный псевдоним, под которым в 1989 году в Москве была издана книга «После коммунизма». Имена трёх настоящих авторов — В. Аксёнов, В. Криворотов и С. Чернышёв — фигурируют в книге как подписи к введению, представленному в форме некролога С. Платонова, якобы скончавшегося до выхода книги в свет.
По жанру книга относится к публицистике времён перестройки, вторгаясь в тематику дискуссий о смене парадигмы общественного развития, идеологии и самого строя СССР, а также диалога с Западом в свете тогдашних внешнеполитических инициатив М. С. Горбачёва. Несмотря на то, что первые её главы затрагивают ряд дискуссионных вопросов из области марксизма-ленинизма и изобилуют цитатами из Маркса, Энгельса и Ленина, книга не претендует на роль научного труда и не проходила установленных этапов академического рецензирования. Более того, сами авторы уже в самом начале 1-й главы предупреждают: «Настоящая работа не имеет никакого отношения к „общественным наукам“ — ни по своему происхождению, ни по содержанию».

## Биография вымышленного автора
Годом рождения своего вымышленного героя Аксёнов, Криворотов и Чернышёв избрали 1949-й, а место обозначили туманным «вдалеке от Москвы». Насыщая его жизнь рядом своих автобиографических деталей, авторы не скупясь расставляли в ней знаковые ориентиры своих личных жизненных интересов:

После окончания Московского физико-технического института он успешно трудился в одном из исследовательских центров, обеспечивающих безопасность и обороноспособность страны. Это был скромный, несколько замкнутый системщик и математик, и, пожалуй, единственное, что как-то выделяло его в глазах окружающих — интерес и явные способности к общественной работе и к журналистике. Мало кто мог угадать в нем поклонника Гегеля, молодого Маркса и русской религиозной философии, знатока буддизма Дзен и исторических трактатов А. Тойнби, 
Хотя местами избыточная панегирическая тональность в описании этого вундеркинда («…читающего на нескольких языках и музицирующего, человека, который педантично вел огромный личный архив с 12-летнего возраста и одновременно писал неординарные стихи. Это было сочетание несочетаемого, целый удивительный мир, приоткрывавшийся в редкие минуты и для немногих») и не относится к числу сильнейших сторон этого произведения, авторы считали, что этим они увереннее введут рядового читателя в свой круг духовных и политических ценностей.

…Уже в двадцать с небольшим лет он мыслил государственными категориями. В недалёкие годы это могло вызвать профессиональный интерес разве что у психиатров и иных компетентных знатоков человеческих душ… В 1983 году, когда Андропов задал свой знаменитый вопрос о том, кто мы такие и где находимся, С. Платонов счел себя, наконец-то, призванным и обязанным. К концу года, после подготовительной работы неимоверного объема, был готов первый из его трактатов-посланий…

…ему удалось каким-то образом войти в контакт с представителями партийного и государственного руководства достаточно высокого уровня. Вероятно, в ход пошли личные связи. Так или иначе, контакт постепенно перерос в диалог. Это продолжалось без малого три года. Речь идет о десятках документов, о сотнях часов продуктивных и содержательных обсуждений.
Чернышёв как соавтор утверждает, что псевдоним «С. Платонов» не предполагал какой-либо расшифровки инициала имени. Тем не менее, Анатолий Вассерман «расшифровал» псевдоним как Сократ Платонов, рассматривая авторов, скрывшихся за этой литературной маской, как исследовательскую / аналитическую группу. Со своей стороны, интернет-магазины, продававшие книгу и аудиокнигу «После коммунизма», указывали автора, как «Сергей Платонов». В шутку Один из соавторов, Сергей Чернышёв, в выступлении по поводу книги в шутку продолжил ряд версий «Спартаком Платоновым».
В январе 2020 Сергей Чернышёв опубликовал в сети Facebook статью с названием «После коммунизма. Тридцать лет спустя», где изложил дальнейшую биографию вымышленного автора. Он сообщил, что у С.Платонова возникли проблемы с КГБ, и ему предложили инсценировать смерть и продолжить работу под чужим именем, при этом передавая работы только куратору. Впоследствии С. Платонову было разрешено готовить информацию для вбросов в социальные сети. Вымышленное лицо, давшее эти сведения, предложило Сергею Чернышеву создать проект под названием «С.Платонов. Тридцать лет спустя» и передало от С.Платонова записку «Заметки из-за черты», в которых излагались рассуждения о глобальном влиянии IT-технологий на экономику на примере китайского конгломерата Alibaba. «Остальное мне предложили делать по собственному разумению.»

## Содержание книги
Полное название книги: «После коммунизма. Книга, не предназначенная для печати». После её выхода в свет в 1989 году в издательстве «Молодая гвардия» псевдоним С. Платонов более не использовался.
Компилируя книгу, авторы использовали материалы и черновики разной степени подготовленности. Не без самоиронии авторы указывали в предисловии на «стилевую чересполосицу и неравноценность, вплоть до полной нечитабельности», а жанр атрибутировали как «подмётно-публицистические послания к анонимным или обобщённым начальникам». Не знающие специфики работы с документами на высших уровнях партийно-государственного аппарата СССР могут принять эти намёки за чистую монету, полагая, что некий инициативный гражданин три года обивал пороги кабинетов на Старой площади, где неустановленный круг лиц тратил сотни часов на изучение марксизма в нестандартном изложении. Как номенклатурный работник достаточно высокого ранга (с 1980 по 1987 год — помощник председателя Комитета молодёжных организаций СССР), С. Чернышёв прекрасно знал, что в обучении марксизму сторонними знатоками его коллеги не нуждаются: все они в обязательном порядке проходили перед назначением на должность переподготовку в системе университетов марксизма-ленинизма или академии общественных наук при ЦК КПСС. Книга, таким образом, адресовалась не аппаратным бонзам, а широкому кругу читателей, которых надо было подготовить к грядущим переменам в системе преподавания общественных наук.
Некоторые фрагменты книги, как указали её соавторы, действительно представляли собой «подлинные служебные записки или записи бесед, подготовленные со всем тщанием, знанием дела и особенностей казённого словоупотребления», но только готовились и направлялись они не спонтанно, а в порядке планомерной работы, проводившейся «застрельщиками перестройки» достаточно высокого уровня. Итогом этой «подпольной» работы стало Всесоюзное совещание заведующих кафедрами общественных наук, прошедшее в Москве в 1990 году.
Особый упор делается на марксистскую теорию отчуждения и вопросы «преодоления» частной собственности. От имени С. Платонова в книге были затронуты вопросы рациональной организации управления обществом.
В книге акцент делается на трёх вопросах:
1. Что такое частная собственность?
2. Почему она должна быть уничтожена?
3. В чём состоит уничтожение частной собственности?

### Основные тезисы
1. С древнейших времён (например, в диалоге Платона «Горгий» отражены эти взгляды в споре философа Сократа и оратора-аристократа Калликла) существуют два идеала, два взгляда на справедливость: «свобода» — «справедливость по природе», апеллирующая к естественным природным законам (в природе сильный всегда побеждает слабого); и «равенство» — «справедливость по обычаю», базирующееся на выводах логики и разума о том, что все люди по рождению равны.
Отмечается, что категории «свобода» и «равенство», подобно двум зеркалам, многократно отражаются друг в друге, и, например, характерное для западной идеологии «равенство возможностей» — это всего лишь абстрактное отражение принципа равенства в «абсолютной свободе». Без своей противоположности, каждый из абстрактных идеалов абсолютизируется, окарикатуривается: «абсолютная свобода» переходит в произвол «сверхчеловека» у Ницше; «абсолютное равенство» же доходит до поглощения и полного отрицания личности в системе Пол Пота.
В современном мире практической реализацией идеала «свободы» является так называемый «свободный мир», западная цивилизация (с принципом «по способностям»), а реализацией «равенства» — «социалистический блок» (понимание социализма у Платонова отличается от советской идеологии — см. второй тезис).
Путём спора принципиально невозможно определить, какой из идеалов верен и на чьей стороне справедливость. А военное решение ведёт к самоубийству человечества. Этот вопрос может решиться лишь в честном соревновании между двумя системами. Для этого необходим режим международного сотрудничества и открытие границ, что позволит людям, ориентирующимся на противоположный этический идеал, или на уровень жизни, свободно поменять своё место жительства. По мнению автора, это будет способствовать выравниванию уровня жизни. Симпатии автора находятся на стороне социализма и делается вывод о высокой вероятности его победы в таком соревновании. Основой для такого вывода является убеждённость, что «идеал социальной справедливости по своей природе был, есть и будет идеалом большинства», то есть большинство людей склонны по своей природе скорее к абстрактному идеалу равенства. При этом не совсем понятно[кому?], почему идеал «социальной справедливости» при свободном выборе человеком места жительства окажется более популярен, чем идеал «индивидуальной свободы».
2. Вопреки принятым на протяжении десятилетий концепциям, авторы настаивают, что в СССР якобы не был построен «полный социализм», и что не было даже перехода к непосредственному его строительству. По их мнению, советский строй не вышел за пределы капиталистической формации и соответствующего способа производства, а частная собственность была не ликвидирована, а лишь упразднена. По их мнению, огосударствление экономики было необходимым в конкретных условиях СССР, но не единственным путём к реальному социализму. Вопреки известным выводам марксизма, авторы заявили, что огосударствление экономики не гарантирует построение социализма и не является собственно этапом социалистического строительства. Дальнейшее продвижение в рамках текущей советской общественной модели невозможно.

3. По мнению авторов, капитализм в виде, описанном Марксом и Лениным, просуществовав в среднем от 40 до 70 лет и перестал существовать в большинстве развитых стран либо накануне, либо после Второй мировой войны. Где-то это произошло в более явной форме — например, в Германии при Гитлере, где-то в более скрытой — например в США при администрации Рузвельта.
Ему на смену пришла общественно-экономическая модель, названная автором «элитаризмом» — власть финансовой и корпоративной элиты, и характеризуемая, так же, как и социализм, постепенным уничтожением (даже без этапа «упразднения») частной собственности, с одновременной заменой её, но не на общественную, как при социализме, а на корпоративную форму собственности, которая в понимании марксизма строго говоря не является частной, а ближе скорее к государственной. Оставаясь эксплуататорским строем, то есть основанным на социальном неравенстве, это уже не капитализм — капитал, оставаясь важнейшим его элементом, уже не является в нём господствующим, и подвергается ограничению и плановому регулированию.
Таким образом, краеугольный в марксистской доктрине тезис о неизбежности гибели капитализма уже давно осуществился, а выводы официальной советской идеологии о том, что противостоящая «социализму» общественно-политическая система является «капитализмом», «империализмом», «государственно-монополистическим капитализмом» — антинаучны и просто не верны.
Элитаризм, в отличие от капитализма, не содержит в себе внутренних причин для своей гибели, поэтому применение к современному автору западному обществу тезиса о неизбежности гибели капитализма некорректно и ведёт к росту международной напряжённости, так как «дает в руки классовому противнику неопровержимый аргумент против любой нашей мирной инициативы в области разоружения».
Этот строй не только является «длительным историческим этапом», но и будет неизбежной «тенью», «отражением» социализма на всём протяжении эпохи социализма и коммунизма.
4. Социализм и коммунизм базируются, по Платонову, на средствах производства, принципиально отличных от используемых в предшествующих формациях — а именно, на комплексе полностью автоматизированного производства без непосредственного участия человека в качестве рабочей силы.

Вторая основная черта нового способа производства относится к материальной базе общества, доминирующему типу средств производства. Человеческий труд, а вместе с тем и человек, как таковой, уйдут из сферы материального производства. Функционирующие в ней гибкие автоматизированные средства труда будут компактными, децентрализованными, экологически чистыми. Мучительные сегодня проблемы специализации и невероятно усложнившихся кооперационных связей, вызванные к жизни крупномасштабным узкоспециализированным производством, умрут вместе с ним. Исчезнет усиливающееся давление на социальную сферу громады административно-технологических отношений. Наконец, исчезнет проклятье отчужденного труда.

При переходе к такому способу производства, происходит фактически последовательное уничтожение труда и производительных сил общества, так как техника такого уровня уже не является по определению производительной силой общества, она скорее играет роль «второй природы», стоящей между природой и человеком, а работа по её поддержанию и развитию, строго говоря, не является трудом в марксистском понимании («труд есть лишь выражение человеческой деятельности в рамках отчуждения»).

«…Историческое назначение капитала будет выполнено тогда,… когда прекратится такой труд, при котором человек сам делает то, что он может заставить вещи делать для себя, для человека» (Маркс К., Энгельс Ф. Соч., т.46, ч.1, стр.280).

Человек при таком способе производства оказывается вообще отделён от производственных процессов, которые происходят по его воле, но без его непосредственного участия, так что естественным становится равное право людей брать необходимое для жизни из этой «второй природы», а высочайший технологический уровень такой системы позволит обеспечить необходимое для этого изобилие. «Вещизм», накопительство и тяга к излишествам же постепенно отомрут сами.
В этом и состоит уничтожение, а не упразднение частной формы собственности.
Такой уровень технологий существенно отличается от достигнутого человечеством как на момент написания «После коммунизма», так и на начало XXI века, однако автор убеждён, что первые шаги в этом направлении, которые он называет «действительное коммунистическое действие», можно было сделать уже в то время.
5. Из предыдущего тезиса делается вывод о том, что современная автору советская экономическая школа («политэкономия социализма») является насквозь ошибочной, так как базируется на ошибочных представлениях о том, что социализм базируется на той же технической и производственной базе, что и капитализм. На деле, переход от «пред-истории» (по Марксу) к социализму как раз и характеризуется коренным изменением законов и механизмов развития общества, и всякая попытка применения предысторических экономических теорий к социалистическому обществу бессмысленна — если только общество действительно является социалистическим по своей сути. Если в обществе в полной мере работают «пред-исторические» законы экономики, то это ещё не социализм (собственно говоря, автор весьма критически относится к самому существованию такой категории, как «социалистическая экономика» — при полном социализме экономики как таковой нет).

Исследователям, не потерявшим здравого смысла, давно было понятно, что все ухищрения скроить экономическую теорию социализма по образцу и подобию политэкономии капитала не более перспективны, чем попытки нерадивого ученика, пишущего сочинение на тему «Образ Павла Корчагина», списать его у отличника-соседа по парте, избравшего тему «Лишние люди».

Настоящая же экономическая теория реального социализма, по Платонову, будет не описывать существующие законы экономики, а станет нормативной — то есть не описывать, а предписывать, содержать конкретные научно обоснованные «законы строительства, нормативные модели, проекты конкретных этапов развития хозяйственного механизма».

Подобная теория, служащая средством сознательного преобразования общественного бытия, скорее должна быть заключена в совершенно непривычную для сегодняшних теоретиков форму, отдаленным прообразом которой могут служить системы автоматизированного проектирования, конфигурационного управления, концептуальные автоматизированные базы данных и т. п.
Превращение общественной науки в непосредственную производительную силу и означает создание подобных специальных средств социального проектирования.

6. Путь к коммунизму лежит в конечном итоге, таким образом, не через «постепенное совершенствование» общественных производственных отношений — в современных автору реалиях СССР это напротив путь назад к капитализму:

Логика противоборства с капитализмом требует достичь его уровня производительности труда и эффективности производства. Как указывает «наука», кивая на исторический материализм, с этой целью нужно усовершенствовать производственные отношения, приведя их в соответствие с производительными силами. Однако хотим мы этого или нет, но такое приведение, как выяснилось, может означать только искусственное воссоздание всех форм частной собственности вплоть до капитала.
Таким образом, последовательное проведение принципиальной линии «марксиста вообще» означает побивание зарубежного капитализма путём создания отечественного.

Этот путь идёт через последовательное уничтожение «производственных отношений», в указанном выше (п. 4-5) понимании.
Автор не даёт особых конкретных «рецептов», но приводит несколько тезисов тактического характера — таких, как — возвращение к буквальному пониманию учения Маркса, научное осмысление текущей ситуации и соответствующая коррекция идеологии согласно выводам науки (что само по себе подразумевает революционные для тогдашней официальной советской идеологии перемены в представлении о мире и месте СССР в нём), построение «подлинной коммунистической теории», которая базируется на «Марксовой теории уничтожения частной собственности», жёсткая необходимость установления режима международного сотрудничества и «признания права на существование друг друга» противоборствующими мировыми системами, установление контактов с зарубежными силами, в разной степени близкими коммунизму по духу, необходимость «перекачки» военной и военно-политической мощи СССР в финансово-экономическую, «превращение Советского Союза в экономическую „сверхдержаву“».
Главный вывод коллективного автора труда таков:

Человечество переживает переломный, переходный период не просто между двумя формациями, а между двумя эпохами своей истории, двумя качественно различными типами общественного развития.

Революция 1917 года послужила исходной точкой переходного периода между эпохами. Однако его важнейший, наиболее сложный и опасный этап только начинается.

Уничтожение частной собственности осуществляется в двух противоположных общественных формах — коммунистической и элитаристической. Главной движущей силой каждой из форм при их возникновении выступают два противоположных класса капиталистического общества — пролетариат и финансовая элита. Борьба коммунистической и элитаристической общественных систем — это качественно новая форма классовой борьбы в наступающей второй эпохе истории. Однако, в отличие от классовой борьбы, которая, при всем её значении, была лишь формой разрешения противоречия между производительными силами и производственными отношениями, — противоборство коммунистического и эли-таристического субъектов общественного развития является основным противоречием и непосредственным источником развития в новую эпоху.

Коммунизм и элитаризм проходят в своем развитии одни и те же этапы, закономерно обусловленные объективной структурой уничтожаемой частной собственности. Однако в возводимом на её месте здании нового общества каждая система реализует один из двух противоположных общественных идеалов. Коммунистический, эгалитарный идеал социальной справедливости противостоит элитарному идеалу индивидуалистической свободы.

### Парадоксы переходного периода
Также автор пытается разрешить по его мнению 5 главных парадоксов, присущих «переходному периоду»:
Парадокс 1

Стоит лишь совершиться социалистической революции — как кардинально меняется механизм общественного развития, а тем самым … коммунисты незамедлительно и полностью сами себя лишают главного теоретического оружия, своего «руководства к действию» — материалистического понимания истории, и обречены отныне двигаться к своей коммунистической цели «эмпирически, весьма нерациональным способом проб и ошибок» (по выражению Ю. В. Андропова).

Парадокс 2

Сущность социализма и коммунизма — вовсе не «совершенствование», «развитие» и т. п. производственных отношений, а их планомерное и полное уничтожение.

Парадокс 3 (парадокс теории с точки зрения жизни)

Теория свидетельствует, что с момента социалистической революции наступает новая эпоха, характеризуемая принципиально иным механизмом развития. Сердцевиной этого механизма является деятельность субъекта, вооруженного подлинной коммунистической теорией и материализующего это понимание с помощью специального комплекса средств социального проектирования. Без этих необходимых предпосылок «действительного коммунистического действия» социализм невозможен. Ничего этого в реальной жизни пока нет. Тем не менее, общеизвестно, что социализм давно уже существует…

Парадокс 4

Сущность коммунистической эпохи — не только уничтожение производственных отношений, но и устранение общественных производительных сил.

Парадокс 5 (парадокс жизни в свете «теории»)

Логика противоборства с капитализмом требует достичь его уровня производительности труда и эффективности производства. Как указывает «наука», кивая на исторический материализм, с этой целью нужно усовершенствовать производственные отношения, приведя их в соответствие с производительными силами. Однако хотим мы этого или нет, но такое приведение, как выяснилось, может означать только искусственное воссоздание всех форм частной собственности вплоть до капитала.
Таким образом, последовательное проведение принципиальной линии «марксиста вообще» означает побивание зарубежного капитализма путём создания отечественного

### Слои отчуждения
Автор перечисляет все слои отчуждения, то есть основные производственные отношения исторически последовательных способов производства.
| NN | Способ производства                       | Основное производственное отношение    |
| -- | ----------------------------------------- | -------------------------------------- |
| 1. | Архаический способ производства           | Стереотип, обычай                      |
| 2. | Первично-коллективный способ производства | Ритуал                                 |
| 3. | Родовой способ производства               | Род (система кровнородственных связей) |
| 4. | Первобытнообщинный способ производства    | Личная собственность                   |
| 5. | Азиатский способ производства             | Внеэкономическое принуждение, насилие  |
| 6. | Рабовладельческий способ производства     | Закон (отношение регламентации)        |
| 7. | Феодальный способ производства            | Право (отношение вассалитета)          |
| 8. | Абсолютистский способ производства        | Товарно-денежное отношение             |
| 9. | Капиталистический способ производства     | Капитал                                |

Отсюда, по мнению автора следует следующая схема «вековой тайны» производительных сил и производственных отношений
|             | Производительные силы                             | Формы собственности              | Производственные отношения                   |
| ----------- | ------------------------------------------------- | -------------------------------- | -------------------------------------------- |
|             | 1. Наёмный труд                                   | 1. Капитал                       | 1. Отношения распределения                   |
| Экономика   | 2. Общественно полезный (товаропроизводящий) труд | 2. Деньги                        | 2.Отношения обмена                           |
| Экономика   | 3. Производительный труд                          | 3. Право                         | 3. Отношения потребления (производственного) |
| Организация | 4. Общественная комбинация труда                  | 4. Закон                         | 4. Отношения регламентации                   |
| Организация | 5. Кооперация труда                               | 5. Власть                        | 5. Административные отношения                |
| Организация | 6. Разделение труда                               | 6. Личная собственность          | 6. Имущественные отношения                   |
| Технология  | 7. Средства производства                          | Формы общественной собственности | 7. Общественная потребность                  |
| Технология  | 8. Орудие труда                                   | Формы общественной собственности | 8. Норма                                     |
|             | 9. Предмет труда                                  |                                  | 9. Стереотип                                 |

Основное содержание социализма — уничтожение трех экономических форм частной собственности, снятие отчужденных экономических отношений распределения, обмена, производственного потребления.
То есть задачи, решаемые пунктами 1-3 относятся к социализму, 4-6 к коммунизму, 7-9 к некому периоду «после коммунизма», эпохе последовательного самовоспроизводящегося гуманизма.
Также автор рассматривает вопросы рациональной организации общества переходного периода.

## Влияние
"Убеждённым марксистом в трактовке аналитической группы «Сократ Платонов»" называл себя Анатолий Вассерман.